# اریک گیشار
اِریک گیشار (به فرانسوی: Éric Guichard) (زادهٔ ۱ ژانویهٔ ۱۹۵۳) فیلم‌بردار اهل فرانسه است. او از سال ۱۹۸۶ میلادی تاکنون به این حرفه اشتغال داشته‌است.
گیشار در سال ۲۰۰۰ برای فیلم‌برداری فیلم هیمالیا (به کارگردانیِ اریک والی، ۱۹۹۹) برندهٔ جایزهٔ سزار شده‌است.